# キュベレ崇拝のローマ到来
『キュベレ崇拝のローマ到来』（キュベレすうはいのローマとうらい、伊: L'Introduzione del culto di Cibele a Roma, 英: The Introduction of the Cult of Cybele at Rome）は、盛期ルネサンスのイタリアの巨匠アンドレア・マンテーニャが1505年から1506年に制作した絵画である。テンペラ画。主題はプリュギアの大女神キュベレの信仰をローマに招来した第二次ポエニ戦争の有名なエピソードから取られている。ヴェネツィア出身の枢機卿フランチェスコ・コルナールの発注によって制作された作品で、マンテーニャの遺作となった。画家が死去したとき未完成であったため、他の画家によって仕上げられた。現在はロンドンのナショナル・ギャラリーに所蔵されている。

## 主題
かつて、シビュラの神託によって、イタリアがポエニ戦争で苦しみ、ハンニバルにいたぶられていた頃、我々の父祖はプリュギアから神聖な像と儀式を輸入し、ローマに取り込んだ。それらはローマ市民の中でも最良と言われたプブリウス・スキピオ・ナシカと、最も貞淑と言われたクィンタ・クラウディアによって迎え入れられた。—キケロ、『臓卜師の回答について』27

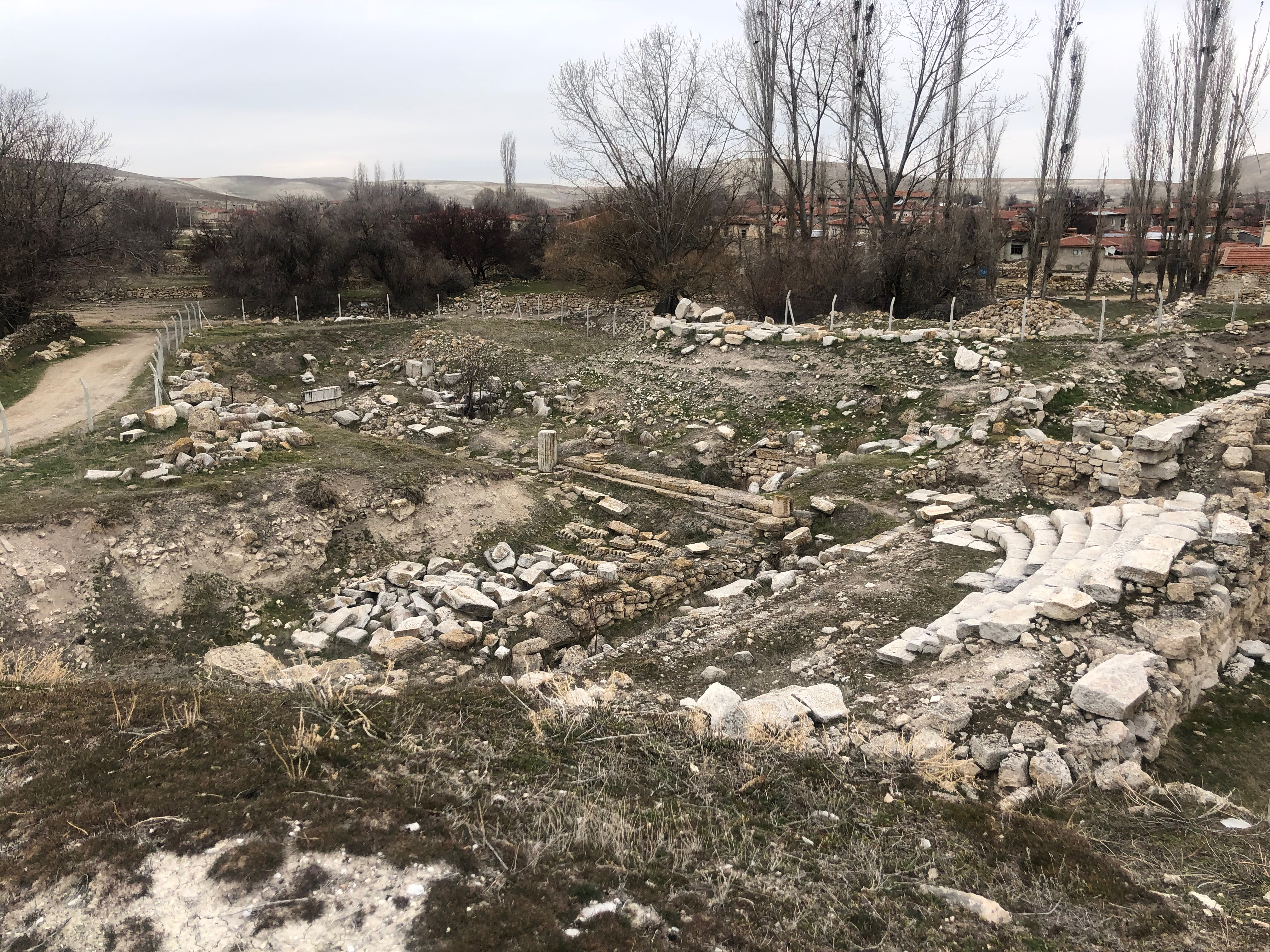
ペッシヌスの遺跡。

第二次ポエニ戦争においてローマはアルプス山脈を越えてイタリア半島に侵入した名将ハンニバル・バルカ率いるカルタゴ軍の侵略を受け続けていた。ローマは前216年のカンナエの戦いでハンニバルに壊滅的敗北を喫したのち、長期戦に持ち込み、ハンニバルの本拠地であるヒスパニアを攻略するとともに、カルタゴ本国からの補給を断つことによって、ハンニバルをイタリア半島南端部に抑え込むことに成功した。キュベレ信仰をローマにもたらすことを要請する神託が『シビュラの書』から発見されたのはちょうどその頃である。そこにはいかなる外敵がイタリアに戦争を仕掛けようとも退けることができると予言されていた。さらにデルポイの神託はキュベレの神像を受け取るのに最もふさわしい人物を派遣するよう命じた。そこで前203年、ローマはペルガモン王国のアッタロス1世にプブリウス・コルネリウス・スキピオ・ナシカを中心とする使節団を派遣し、王国の都市ペッシヌスの神殿に安置されていたキュベレの御神体である黒い隕石をローマに運ぶ許可を得た。キュベレがオスティアに到着すると、スキピオ・ナシカは女神に会うことを望む全ての婦人を連れてオスティアに赴いてローマまで運び、パラティーノの丘の神殿が完成するまでの間、ウィクトーリア女神の神殿に安置した。その後、ローマはその年の内にハンニバルをイタリアから追放し、翌年にカルタゴを征服した。

## 制作経緯

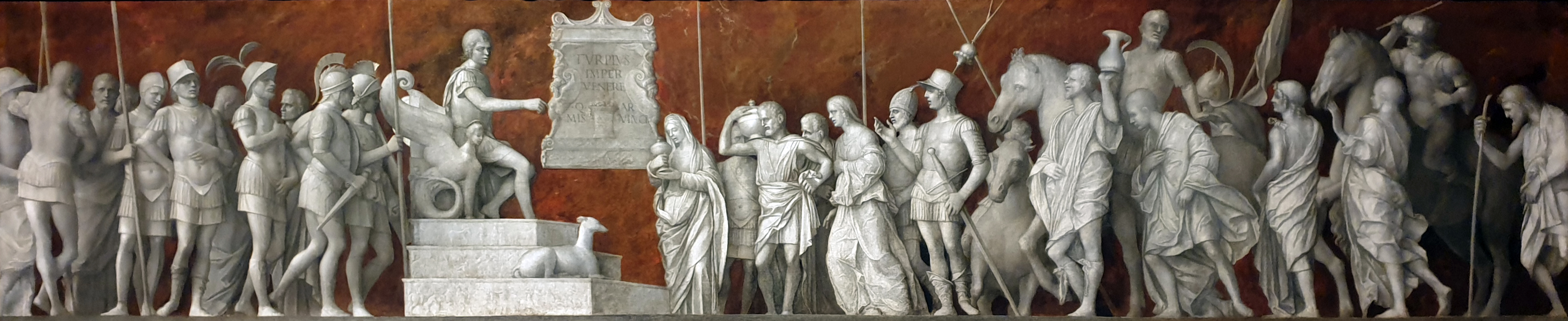
ジョヴァンニ・ベリーニの『スキピオの自制』。ワシントン・ナショナル・ギャラリー所蔵。

本作品はフランチェスコ・コルナーロの宮殿の部屋を飾るために発注された連作の一部である。他の作品は一説によると同じくナショナル・ギャラリー所蔵の『トゥッキア』（Tuccia）と『ソフォスニバ』（Sophonisba）とされる。マンテーニャはマントヴァの宮廷画家であったため、マントヴァ侯爵フランチェスコ2世・ゴンザーガに許可を得る必要があった。フランチェスコの兄弟マルコ・コルナーロはフランチェスコ2世・ゴンザーガに宛てた1505年3月15日付の手紙の中で、連作を発注する許可を求めている。各絵画の主題は古典籍に基づいており、コルナーロ家の祖である古代ローマのプブリウス・コルネリウス・スキピオ・ナシカおよびコルネリウス氏族を称えている。マンテーニャは本作品の他に4点の作品を計画していた。当初の合意では報酬は150ドゥカートであったが、後にマンテーニャはより多くの報酬を要求した。しかし1506年に死去するまでに完成したのは本作品のみである。その後、コルナーロはジョヴァンニ・ベリーニに少なくとももう1点の制作を依頼した。

## 作品

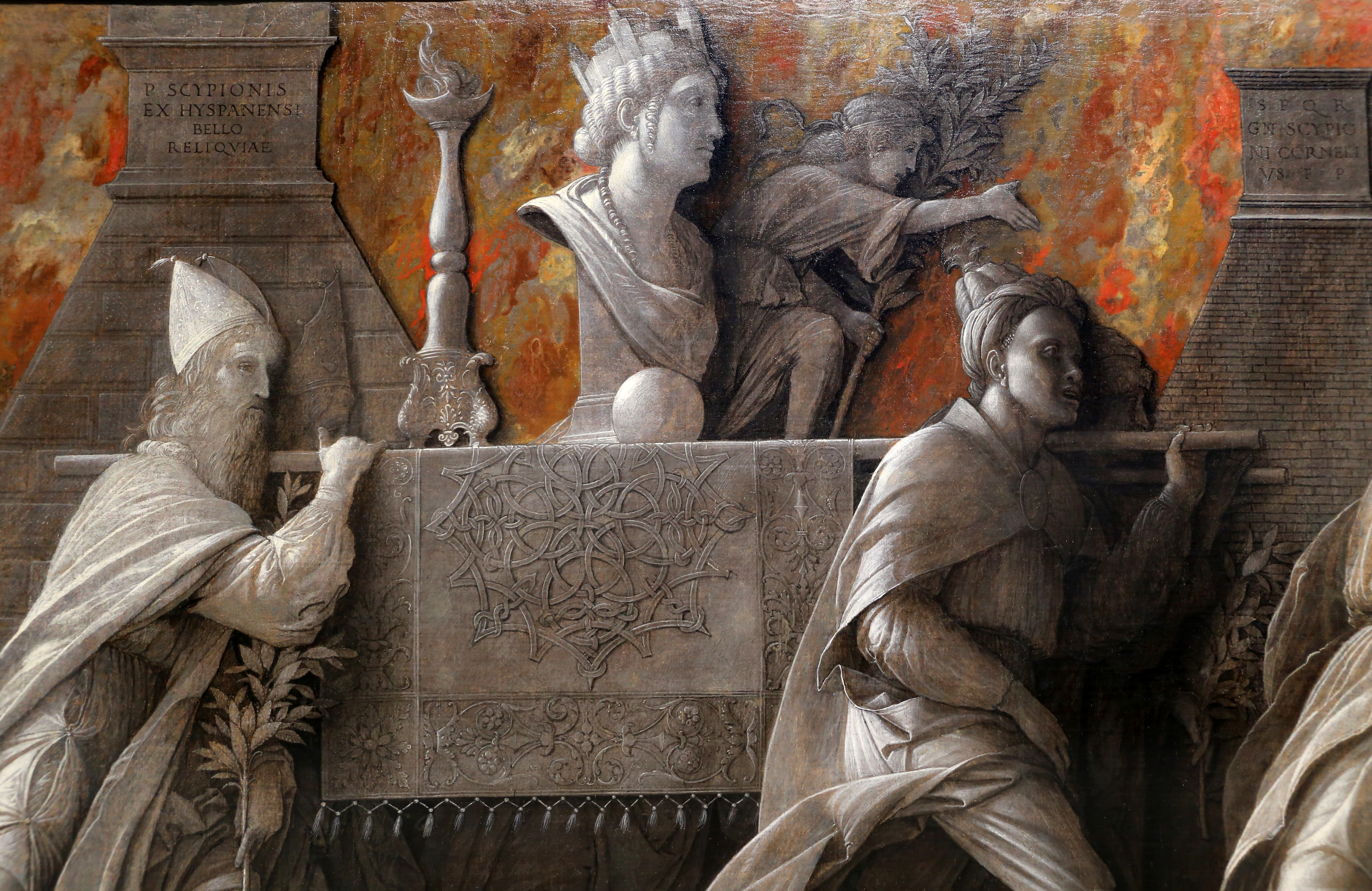
ローマに到着したキュベレ。

マンテーニャはローマに到着したキュベレとそれを迎えるローマの人々の行列を描いている。画家は場面を渦巻くオレンジとグレーの背景に設定しており、画面左にキュベレの御神体を配置し、画面中央に女神を迎えるスキピオ・ナシカと元老院議員の一群を配置している。古代ローマの詩人ユウェナリスによると、ローマに運ばれたキュベレの御神体は地上に落下した隕石であり、マンテーニャはキュベレの御神体を神官の一群が担いだ輿で運ばれる球体の石として描き、さらに御神体とともに女神の胸像を描いている。女神像は頭上に要塞の城壁に似た王冠を戴いている。御神体を乗せた輿はラテン語の碑文が刻まれた2つのモニュメントの間を通過している。スキピオ・ナシカがキュベレを迎える役目を担ったこのエピソードは、コルナーロ家にとって重要であった。モニュメントのうち一方は第二次ポエニ戦争で戦死したスキピオ・ナシカの父グナエウス・コルネリウス・スキピオ・カルウスと叔父プブリウス・コルネリウス・スキピオ（スキピオ・アフリカヌスの父）の墓であり、もう一方はコルネリウス氏族の墓である。

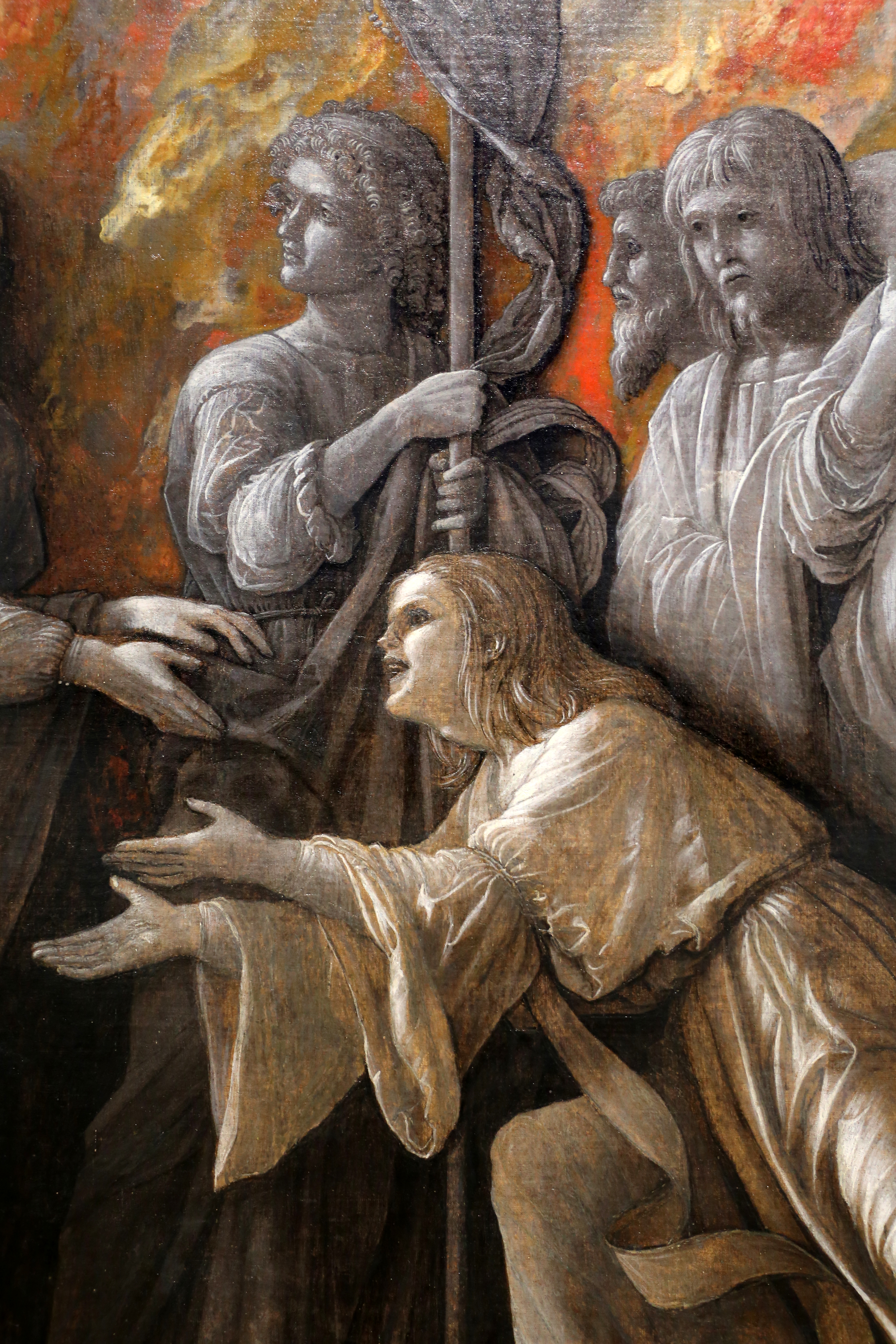
クラウディア・クィンタと思われる女性。

マンテーニャは種々の古典籍に基づいて構図を作り上げている。輿の前でひざまずき、両手を上げている女性はおそらくクラウディア・クィンタである。オウィディウスの『祭暦』によるとクラウディア・クィンタは女神のローマ招来に功績のある女性として言及されている。一方、スキピオ・ナシカは彼女に手を差し伸べつつ、背後のキュベレを仰ぎ見ている人物と考えられている。さらに画面右端の階段はスキピオの邸宅を表している。スキピオはローマの自身の邸宅に御神体を一時安置し、数日の間饗応したとされる。この点は画面に記された碑文によって強調されている。すなわちクラウディア・クィンタと思われる女性の足元に「S HOSPES NUMINIS IDAEI C」という碑文が記されている。このうち HOSPES NUMINIS IDAEI は「イダ山の神をもてなす主人」の意で、スキピオがキュベレを饗応したことに基づいている。イダ山はトロアス地方の山で、キュベレが崇拝された土地の1つである。また碑文の文頭と文末の「SC」は Senatus Consulto （上院の許可を得ての意）の略である。
マンテーニャは本作品を大理石の彫刻であるかのように描いている。この種の絵画作品はマンテーニャが古代ローマの芸術と文化に魅了されており、また裕福なパトロンの間で同様の古代の遺物が流行していたことを反映している。マンテーニャは人物のローブの衣服の襞に白いハイライトを追加し、石であるかのようにシャープに見せている。それでいて身振りや表情を彫刻よりも劇的かつ繊細に描くことにより、彫刻に対する絵画の優位性を証明している。
絵画は完成すると連続した古代彫刻のフリーズを模した連作の1つになるように意図された。線遠近法は低い視点で計算されているため、おそらく高い場所に設置することを目的としていた。作品は完全には仕上がっておらず、制作を引き継いだ画家の筆が入っている。
画面右下の部分はもともと斜めに切り落とされており、炉胸に設置された可能性があることを示唆している。

## 来歴
マンテーニャの死後、絵画はマントヴァの司教であるシジスモンド・ゴンザーガによって私物化されたが、後に正当な所有者に返還された。コルナーロはヴェネツィアにいくつかの邸宅を所有していたため、絵画が設置された場所は不明である。19世紀初頭、絵画はサン・ポーロのコルナーロ宮殿にあり、ジョージ・ヴィヴィアンによって購入された。その後、絵画は1873年にヴィヴィアンの息子によって1,500ポンドでナショナル・ギャラリーに売却された。

## ギャラリー

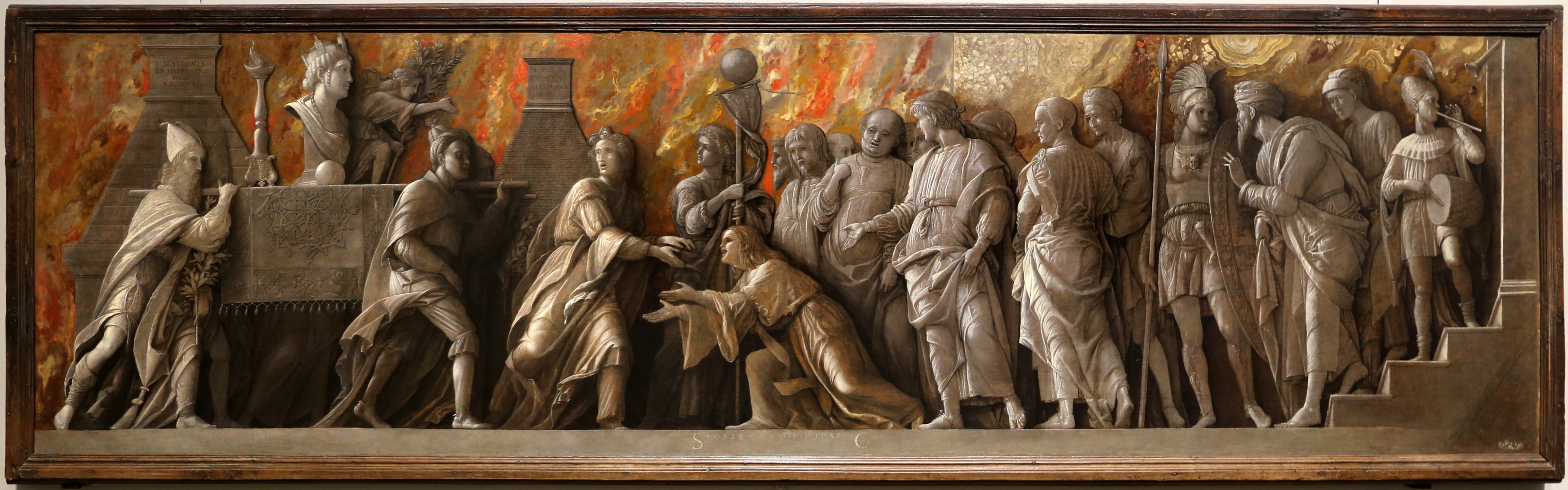
マンテーニャはコルネリウス氏族に縁のある2つのモニュメントの間を通ってスキピオ・ナシカの邸宅へと運ばれていくキュベレ女神の御神体を描いている。

ディテール

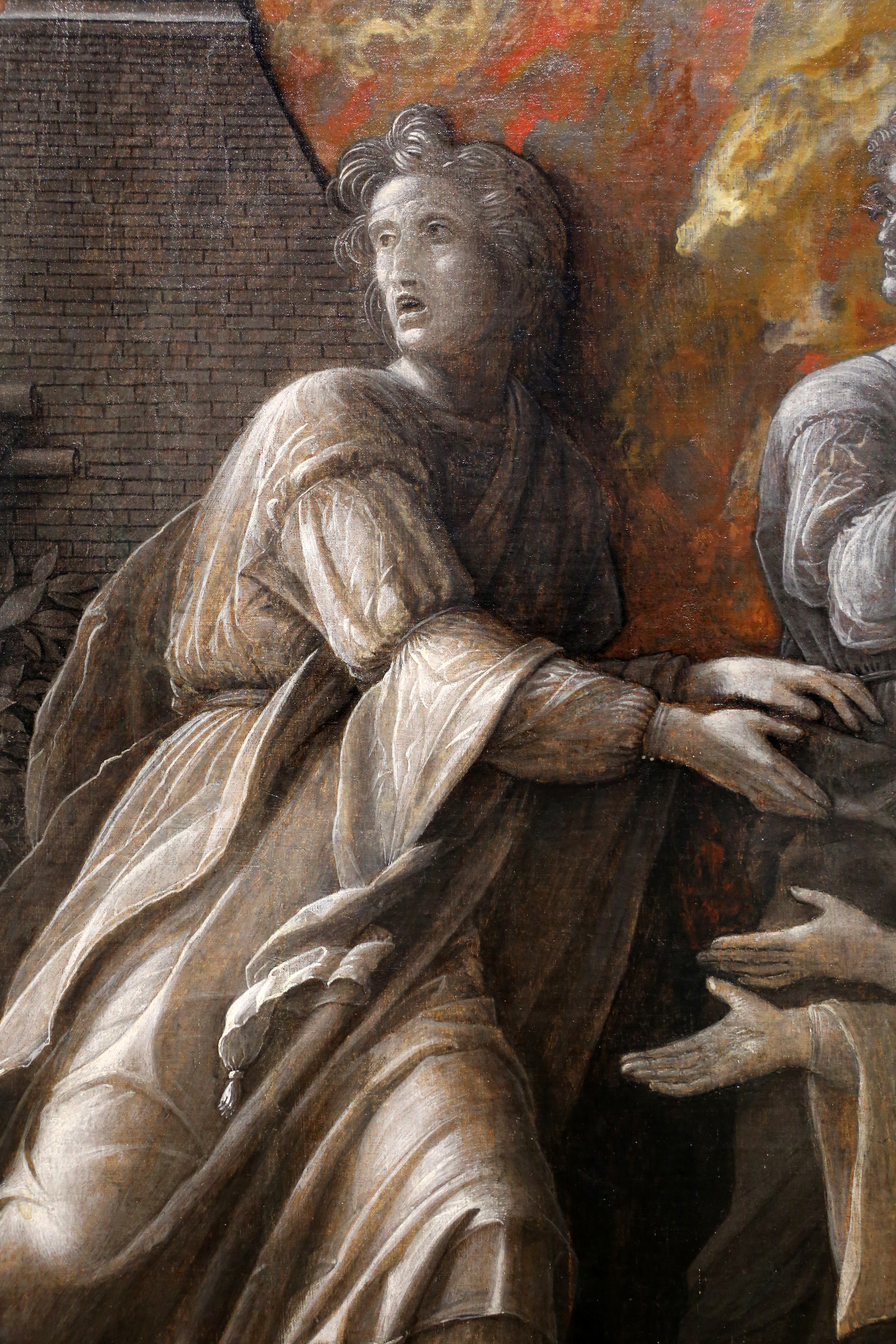
おそらくスキピオ・ナシカ
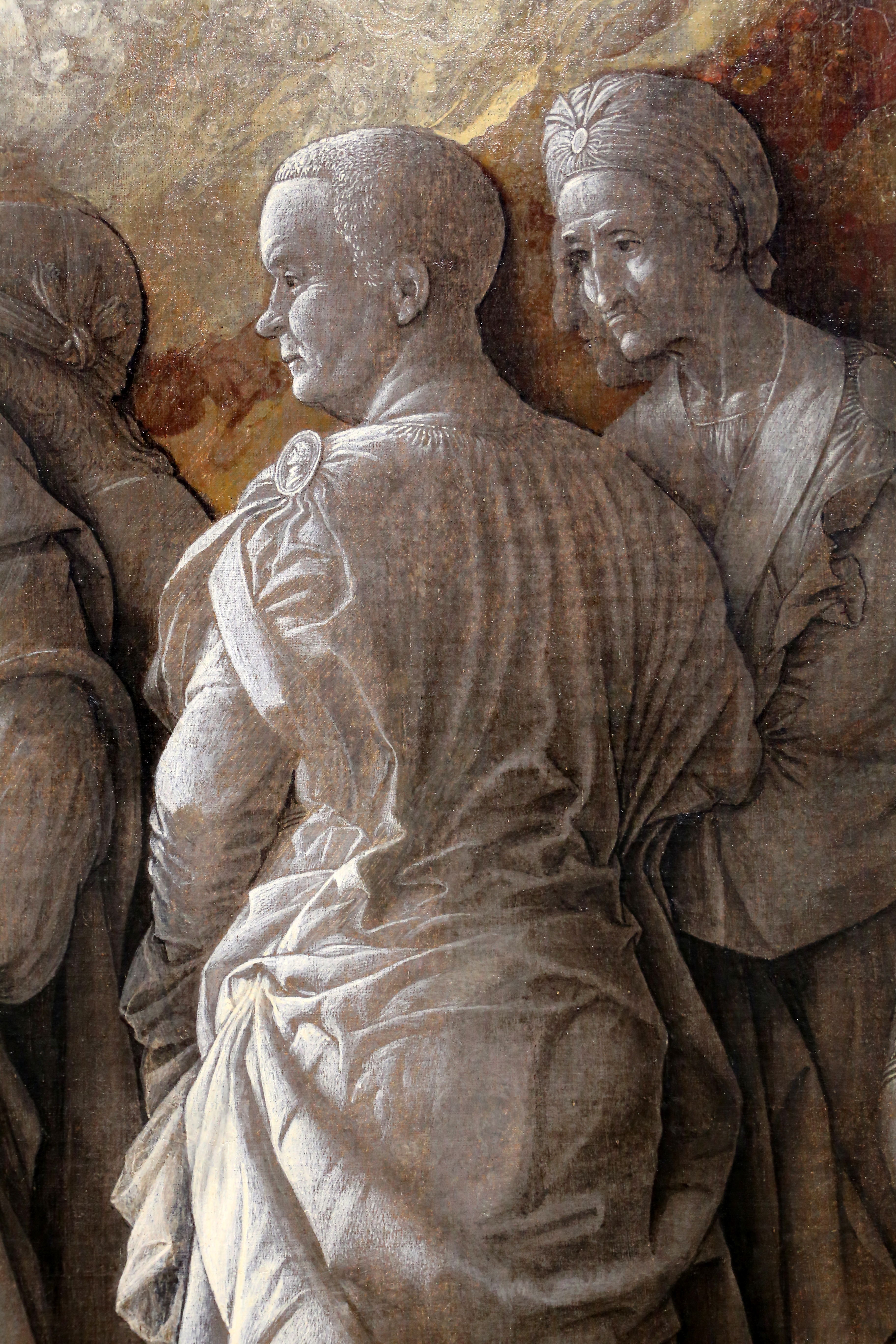
元老院議員たち
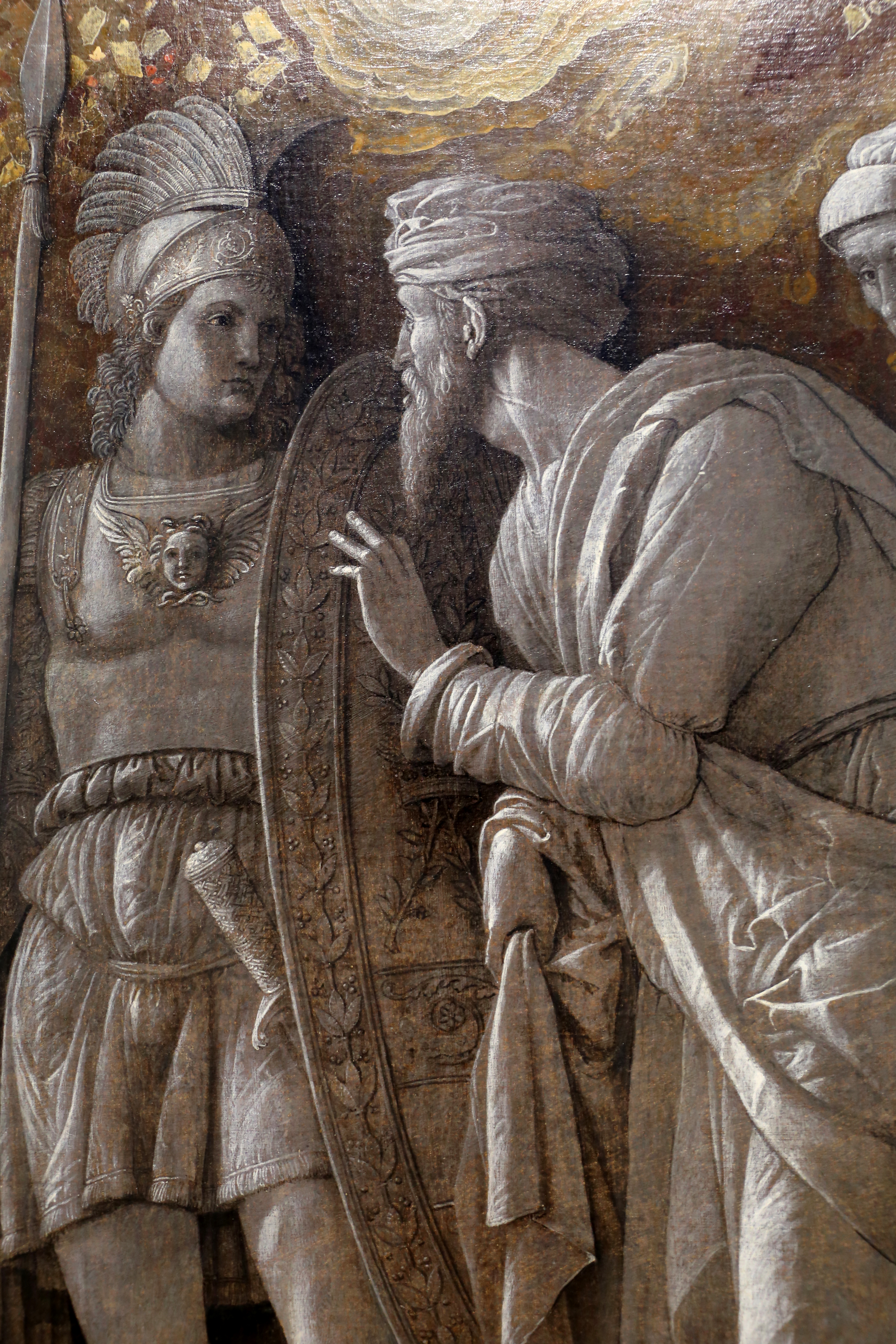
軍人。
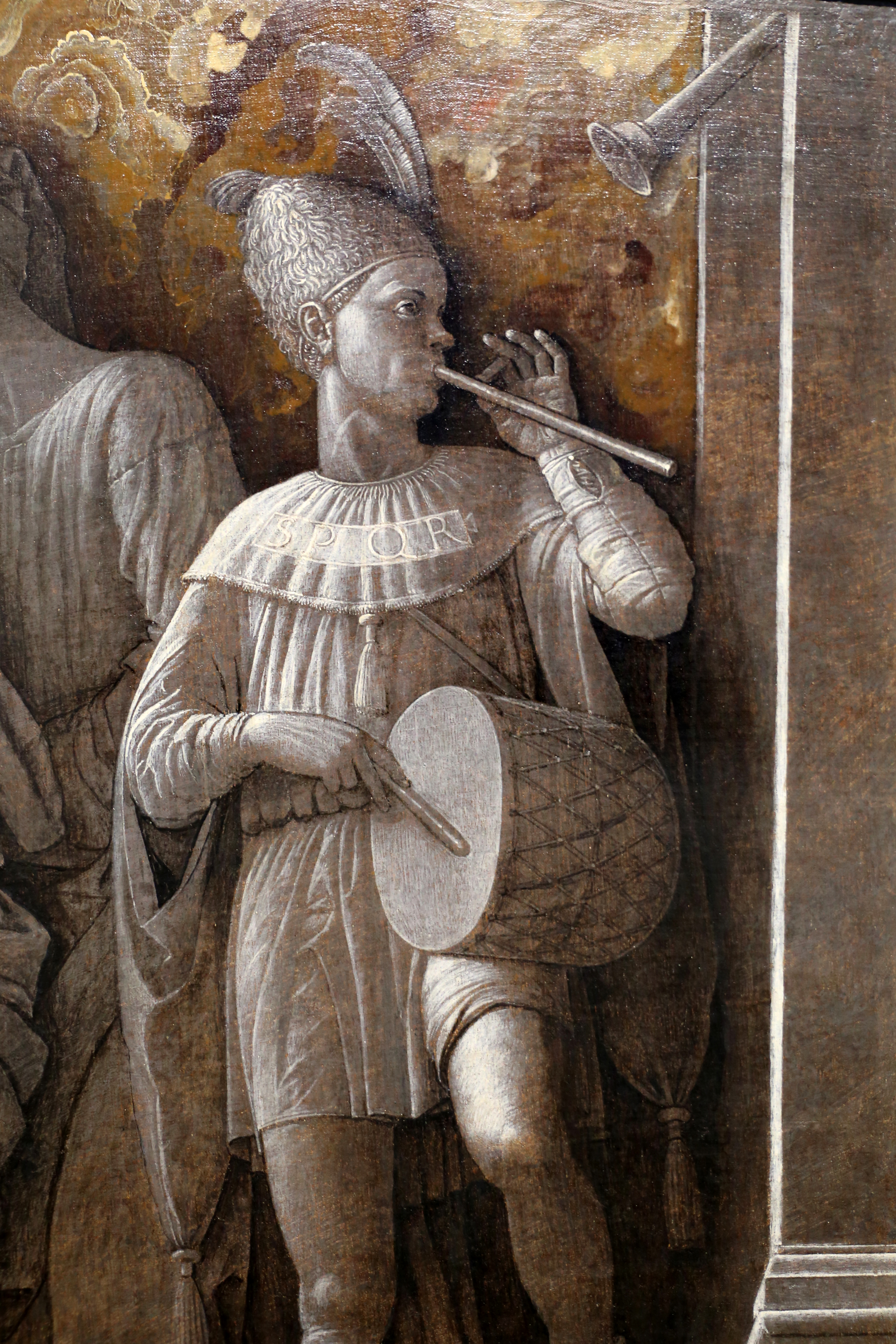
楽人。